# Sigara
Sigara is een geslacht van wantsen uit de familie duikerwantsen (Corixidae). Het geslacht werd voor het eerst wetenschappelijk beschreven door Johann Christian Fabricius in 1775.

## Soorten
Het genus bevat de volgende soorten:

- Sigara alluaudi (Kirkaldy, 1899)
- Sigara alternata (Say, 1825)
- Sigara arguta (White, 1878)
- Sigara assimilis (Fieber, 1848)
- Sigara atomaria Illiger, 1807
- Sigara basalis (A.Costa, 1843)
- Sigara bellula (Horváth, 1879)
- Sigara berneri Hungerford and Hussey, 1957
- Sigara bicoloripennis (Walley, 1936)
- Sigara bradleyi (Abbott, 1913)
- Sigara compressoidea (Hungerford, 1928)
- Sigara conocephala (Hungerford, 1926)
- Sigara cubiensis Hungerford, 1948
- Sigara daghestanica Jansson, 1983
- Sigara decorata (Abbott, 1916)
- Sigara decoratella (Hungerford, 1926)
- Sigara defecta Hungerford, 1948
- Sigara denseconscripta (Breddin, 1897)
- Sigara depressa Hungerford, 1948
- Sigara distincta (Fieber, 1848)
- Sigara distorta (Distant, 1911)
- Sigara dolabra Hungerford and Sailer, 1943
- Sigara dorsalis (Leach, 1817)
- Sigara douglasensis (Hungerford, 1926)
- Sigara falleni (Fieber, 1848)
- Sigara fallenoidea (Hungerford, 1926)
- Sigara formosana (Matsumura, 1915)
- Sigara fossarum (Leach, 1817)
- Sigara gordita (Abbott, 1913)
- Sigara grossolineata Hungerford, 1948
- Sigara hellensii (C.R.Sahlberg, 1819)
- Sigara hoggarica Poisson, 1929
- Sigara hubbelli (Hungerford, 1928)
- Sigara hydratotrephes (Kirkaldy, 1908)
- Sigara iactans Jansson, 1983
- Sigara italica Jaczewski, 1933
- Sigara janssoni Lucas Castro, 1983
- Sigara johnstoni Hungerford, 1948
- Sigara knighti Hungerford, 1948
- Sigara krafti Stonedahl, 1984
- Sigara lateralis (Leach, 1817)
- Sigara lemana Fieber, 1860
- Sigara limitata (Fieber, 1848)
- Sigara lineata (Forster, 1771)
- Sigara longipalis (J.Sahlberg, 1878)
- Sigara mackinacensis (Hungerford, 1928)
- Sigara macrocepsoidea Hungerford, 1942
- Sigara macropala (Hungerford, 1926)
- Sigara mathesoni Hungerford, 1948
- Sigara mayri (Fieber, 1860)
- Sigara mckinstryi Hungerford, 1948
- Sigara meridionalis (Wallengren, 1875)
- Sigara minuta Fabricius, 1794
- Sigara mississippiensis Hungerford, 1942
- Sigara modesta (Abbott, 1916)
- Sigara mullettensis (Hungerford, 1928)
- Sigara nevadensis (Walley, 1936)
- Sigara nigrolineata (Fieber, 1848)
- Sigara nigroventralis (Matsumura, 1905)
- Sigara omani (Hungerford, 1930)
- Sigara ornata (Abbott, 1916)
- Sigara paludata Hungerford, 1942
- Sigara pectenata (Abbott, 1913)
- Sigara penniensis (Hungerford, 1928)
- Sigara platensis Bachmann
- Sigara quebecensis (Walley, 1930)
- Sigara rubyae Hungerford, 1928
- Sigara saileri Wilson, 1953
- Sigara salgadoi Lucas Castro, 1983
- Sigara santiagiensis (Hungerford, 1928)
- Sigara scabra (Abbott, 1913)
- Sigara schadei Hungerford, 1928
- Sigara scholtzi Fieber, 1860
- Sigara scholtzii Scholtz, 1847
- Sigara scotti (Douglas & Scott, 1868)
- Sigara scripta (Rambur, 1840)
- Sigara selecta (Fieber, 1848)
- Sigara semistriata (Fieber, 1848)
- Sigara septemlineata (Paiva, 1918)
- Sigara servadeii Tamanini, 1965
- Sigara sigmoidea (Abbott, 1913)
- Sigara signata (Fieber, 1851)
- Sigara solensis (Hungerford, 1926)
- Sigara stagnalis (Leach, 1817)
- Sigara stigmatica (Fieber, 1851)
- Sigara striata (Linnaeus, 1758)
- Sigara tadeuszi Lundblad, 1933
- Sigara takahashii Hungerford, 1940
- Sigara transfigurata (Walley, 1930)
- Sigara trilineata (Provancher, 1872)
- Sigara truncatipala (Hale, 1922)
- Sigara tucma Bachmann, 1961
- Sigara vallis Lauck, 1966
- Sigara vandykei Hungerford, 1948
- Sigara variabilis (Hungerford, 1926)
- Sigara venusta (Douglas & Scott, 1869)
- Sigara virginiensis Hungerford, 1948
- Sigara washingtonensis Hungerford, 1948
- Sigara yala Bachmann, 1979
- Sigara zimmermanni (Fieber, 1851)